# 霊感商法株式会社
『霊感商法株式会社』（れいかんしょうほうかぶしきがいしゃ）は、秋乃茉莉による日本の漫画。1988年から『ホラーパーティー』（主婦と生活社）、『アップルミステリー』（宙出版）に掲載された。1991年、『霊感商法株式会社〜星に呪いを〜』のタイトルでテレビドラマ化された。

## 概要
初出は1988年、『ホラーパーティー』（主婦と生活社の）Vol.1。その後、『アップルミステリー』（宙出版）に掲載。単行本は15巻まで発行されたが、完結していない。掲載雑誌が休刊となったため、続編・続刊の予定はなく、実質的には完結作品として扱われている。

## あらすじ
常盤矩成は、表の稼業は理科の臨時教師、裏の稼業はさまよえる幽霊を成仏させる霊界仕事人である。エジプト旅行で出会ったファラオと猫の幽霊「フェムト」と共に、お金にならない仕事に日々苦労しながら、さまざまな依頼人や幽霊たちの悩みを解決していく。一話完結型のオカルト・アクション。

## 登場人物
常盤 矩成（ときわ かねなり）
主人公。霊能者で、普段は各地の学校で理科の臨時教師を勤め、そのかたわら霊能力を駆使してさまざまな怪奇現象を解決している霊界仕事人。左手に陽の妖力（ちから）、右手に陰の妖力を持っている。右手の妖力が暴走したり左手を封印されると、「右手の常盤」という普段の温厚な性格とは正反対の邪悪な闇の別人格が現れる。ある日、福引で当たったエジプト旅行でフェムト（猫）と出会い、日本へ連れ帰る。突然人間の少年に変身したフェムトに驚くが、ファラオの魂が猫の体に入り込んでいることを知り、同居人として彼のことを暖かく見守る。常盤は「右手」が暴走し制御できなくなることを恐れており、ストッパーの役割をフェムトに託している。
フェムト（ファラオ）
古代エジプトのファラオの霊。暗殺者の手にかかって、若くして非業の最期を遂げている。外見は10代前半の美少年で、この姿は死んだ当時のものである。とある事件で常盤と知り合い、以後彼の家に同居している。かつて飼っていた黒猫の体（ミイラ）を依り代とし、人間の少年の姿と黒猫の姿、どちらも自在に化けることができ、人間の姿のまま猫の耳や尻尾をつけた姿を披露することもある。フェムトというのは黒猫の名前で、本名はネフェルティス。ただし、周囲の人は彼をフェムトと呼び、彼もそれを訂正することはない。フェムトの意識や価値観はファラオであった時のままだが、現代社会にもあっという間に順応し、一年ほどで日本語の読み書きも出来るようになった。好奇心が非常に旺盛で遊ぶことが大好き。ゲーム機や機械の操作などが得意。常盤とはよく喧嘩をするが、彼のことは信頼している。フェムトは常盤が邪悪な別人格になってしまうことを恐れ、彼が自己喪失状態に陥らないよう守護し、いざとなったら自分の手で殺すことも厭わないと自任している。
同作者の『新 Petshop of Horrors』にも登場する。
フェムト（猫）
かつてファラオが飼っていた黒猫の霊。エジプト旅行に来ていた常盤に、ファラオの呪いの掛かった砂時計を破壊するよう依頼した。死後、その体はミイラにされ石棺に埋葬されていたが、砂時計の呪いが解けて甦った彼を常盤は日本へ連れ帰った。フェムトの体に主人であるファラオの魂が一緒に入り込んでしまったため、今では本来の猫の意識が表に出て来ることはほとんどない。
マスター
常盤の行きつけの喫茶店の主人。サングラスをかけた男性。常盤の霊能力やフェムトの正体を知っている、謎の多い人物。蘇芳の霊能力を剥奪し、霊界仕事人を除名するなどしていることから、霊界仕事人の元締めのようである。
蘇芳・ジェラール・モデラ
常盤の古くからの友人でイタリア在住の仕事人仲間。表の職業は新進気鋭のインテリア・デザイナー。除霊するはずだった幽霊と恋に落ち、タブーを破って幽霊を自分の側に置き、同業者の仕事に手を出したため、マスターにより霊能力を剥奪・仕事人を除名される。以後、普通の人間として幽霊の恋人と共に生きることとなる。時々日本に来ては常盤とつるんでいる。
竜神の若君
藤城の末裔の姫をさらおうとした竜神。かつて飢饉の折に、人身御供として藤城の城主の姫を花嫁にすると人間と約束をし、四百年間その約束を待ち続けた藤城ヶ淵の主。後に常盤の紹介で竜姫と会い婚約する。竜王の嫡子。
竜姫
水面を覗いた者の『真実の姿』を映すと言われる「鏡ヶ池」の主で、千年前に一目惚れした若者を待ち続けている姫君。おばばが連れて来た常盤を約束の若者と思いアタックする。派手な容姿で、プライドが高い。後に常盤から竜神の若君を紹介され婚約する。
雪華（きら）
雪の精（雪男）。一人の人間の少女を探すために常盤に助けを求め、彼に救われる。春が来ると力が弱まり、夏の間は眠りについている。穏やかな性格でおとなしい。人間界のことについても比較的詳しく、埋蔵金の在処などを知っている。
九郎（孤辰王）
九尾の狐の長で五郎の異母兄。父王殺害の疑いを掛けられ逃走していた時に常盤と出会う。亡き父の後妻である初音に恋をしている。
五郎
九郎の異母弟。常盤の教え子がコックリさんをしていた時に人間界に呼ばれ、そのまま迷子になり常盤に助けられる。まだ幼く妖力も未熟だが、母や兄の力になりたいと願っている。
初音
九郎の義母で五郎の実母。若くして夫を亡くした皇太后。五郎が人間界で迷子になった時に常盤と出会う。九郎の気持ちに気づいているが、応えられないでいる。

## 単行本
- 秋乃茉莉『霊感商法株式会社』 宙出版〈ミッシィコミックスDX〉、全15巻
  1. 1990年7月発売 ISBN 4-391-91316-X
  2. 1990年8月発売 ISBN 4-391-91322-4
  3. 1990年12月発売 ISBN 4-391-91339-9
  4. 1991年4月発売 ISBN 4-391-91351-8
  5. 1991年8月発売 ISBN 4-391-91369-0
  6. 1992年1月発売 ISBN 4-391-91384-4
  7. 1992年6月発売 ISBN 4-391-91399-2
  8. 1992年11月発売 ISBN 4-391-91417-4
  9. 1993年5月発売 ISBN 4-391-91432-8
  10. 1993年9月発売 ISBN 4-391-91450-6
  11. 1994年2月発売 ISBN 4-87287-055-7
  12. 1994年9月発売 ISBN 4-391-91502-2
  13. 1995年1月発売 ISBN 4-391-91517-0
  14. 1995年7月発売 ISBN 4-391-91539-1
  15. 1996年11月発売 ISBN 4-391-91618-5

- 秋乃茉莉『霊感商法株式会社』 朝日ソノラマ〈ソノラマコミック文庫〉、全10巻
  1. 2001年10月発売 ISBN 4-257-72131-6
  2. 2001年11月発売 ISBN 4-257-72136-7
  3. 2001年12月発売 ISBN 4-257-72140-5
  4. 2002年1月発売 ISBN 4-257-72144-8
  5. 2002年2月発売 ISBN 4-257-72149-9
  6. 2002年3月発売 ISBN 4-257-72151-0
  7. 2002年4月発売 ISBN 4-257-72153-7
  8. 2002年5月発売 ISBN 4-257-72156-1
  9. 2002年6月発売 ISBN 4-257-72161-8
  10. 2002年7月発売 ISBN 4-257-72166-9

## テレビドラマ
1991年8月に、TBS系「月曜ドラマスペシャル」で「霊感商法株式会社〜星に呪いを〜」が放送された。全4話。原作のエピソードを元に作られているが、設定・キャラクターは大幅に変更されている。1992年2月に「オカルト学園〜霊感商法株式会社〜」のタイトルでビデオが発売された。

### サブタイトル
- 「臨死体験」
- 「卒業」
- 「星に呪いを」
- 「ラスト・コンサート」

### キャスト
- 常盤矩成：加藤茶
- 伊崎充則
- ラサール石井
- AURA
- 「臨死体験」: 斉藤慶子、小林沙世子、村井のり子、今井慶子、東由香里、稲葉珠香
- 「卒業」: 林美穂、持田真樹、染谷早苗、真山恵衣
- 「星に呪いを」: 桜井幸子、西尾麻里、山下亜紀、木田里絵、石垣洋子、加山由実
- 「ラスト・コンサート」: 小川範子、山崎真由美、三野輪有紀、小野ゆかり、田村美保

### 主要スタッフ
- 監督: 赤地偉史
- 脚本: 加藤千恵
- プロシューサー: 赤地偉史、百武健之
- 技術協力: 東通
- 美術協力: アックス
- スタジオ: 緑山スタジオ・シティ
- 製作: タイクス、TBS

## CD
- 「霊感商法株式会社」イメージ・アルバム（1992年12月21日）
  1. フェムト
  2. まぶしい季節の中で
  3. 夜と光の間
  4. 永遠のときめき
  5. さまよう……
  6. 風になりたい
  7. エメラルド
  8. ま・ど・ろ・み